# هانا ويلك
هانا ويلك (بالإنجليزية: Hannah Wilke)‏ هي مصورة ورسامة وفنانة أمريكية، ولدت في 7 مارس 1940 في نيويورك في الولايات المتحدة، وتوفي بنفس المكان في 28 يناير 1993 بسبب لمفوما.

## وصلات خارجية
- هانا ويلك على موقع ديسكوغز (الإنجليزية)